# تاكستان
تاكستان (بالفارسية: تاکستان) هي مدينة تقع في إيران في قسم. يقدر عدد سكانها بـ 73,625 نسمة .

## أعلام
- حميد رضا طاهرخاني